# 1700년 콘클라베

사도좌 공석 상태에 있는 동안에 사용되는 성좌의 문장

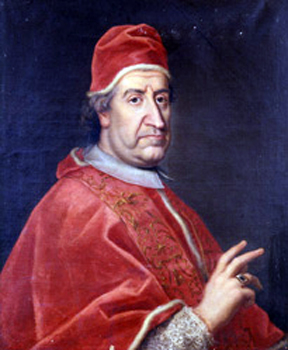
교황 선출자 클레멘스 11세 (조반니 프란체스코 알바니)

1700년 콘클라베는 제243대 교황을 선출하기 위해 진행된 콘클라베이다. 제242대 교황 인노첸시오 12세가 1700년 9월 27일에 선종한 이후에 새 교황을 선출하기 위해 진행된 선거이다.
1700년 10월 9일부터 11월 23일까지 1개월 남짓 투표가 진행되었으며 50명의 추기경이 투표에 참가하였다. 조반니 프란체스코 알바니 추기경이 새 교황으로 선출되었으며 교황 이름은 클레멘스 11세로 명명되었다.

## 추기경단
- 투표에 참가한 추기경: 50명

## 주요 인사
- 수석 추기경: 엠마누엘 테오도르 드 라 투르 드 오베르뉴[1]
- 보조 추기경: 니콜로 아치아올리

## 트리비아
콘클라베가 열릴 당시는 유럽 열강이 전쟁을 벌이고 있던 상태였기 때문에 소란스러운 상황 속에서 진행되었다.